# Campeonato Nacional da 2.ª Divisão de Seniores
A Prova de Apuramento ao Campeonato Nacional de Séniores ou Campeonato Nacional da 2.ª Divisão de Séniores, também conhecido por Zonal de Apuramento, Gira Angola ou por Segundona, é um campeonato nacional de futebol de Angola, organizado pela Federação Angolana de Futebol.
Esta competição proporciona aos melhores classificados o acesso ao Campeonato Nacional de Seniores, vulgarmente denominado de Girabola.
Os competidores são divididos em grupos denominados de "Séries" (Série A, Série B, Série C e Série D). Em 2016, por exemplo, a competição realizou-se com apenas duas séries, também denominadas de Grupo A e Grupo B, compostas com 5 equipas cada num total de 10 clubes.
O vencedor de 2016 foi o Santa Rita de Cássia, que bateu na final da competição, disputada a 15 de outubro no Estádio Municipal dos Coqueiros, os Bravos do Maquis por 3–2.